# De mi barrio con amor
De mi barrio con amor es una película Argentina filmada en KodacColor estrenada el 20 de junio del año 1996. Dirigida por José Santiso. Escrita por José Santiso y Jacobo Langsner. Protagonizada por Luis Brandoni y Alicia Bruzzo. Coprotagonizada por Roberto Carnaghi, Fabián Vena, Ana María Giunta, Pepe Novoa, Patricia Echegoyen, Sergio Corona, Victoria Onetto, Osvaldo Santoro y Guillermo Marcos. También, contó con la actuación especial de Mario Pasik.

## Sinopsis
En un vaivén entre la realidad y la fantasía, varias historias, unas explícitas, otras sugeridas, ocupan en su centro los intereses afectivos de Pirucho (Luis Brandoni), por la viuda (Alicia Bruzzo) de la otra cuadra. Ello no impide que asomen otros habitantes de la pequeña región, a quienes el guion les regala su atención por algunos momentos. La hija del almacenero del teléfono, el dueño del café de un solo cliente, el músico del violín serrucho, un ex-preso que construye su andar entre los versos del tango "A la luz del candil", y hasta apariciones fantasmales de Carlos Gardel como una especie de "genio" que le concederá 3 deseos a Pirucho, actúan en un lugar que carece de forma definida. 

## Reparto
- Luis Brandoni ... Como Pirucho
- Alicia Bruzzo ... Como Margarita
- Roberto Carnaghi ... Como Americo
- Fabián Vena ... Maximiliano
- Ana María Giunta ... Juana
- Pepe Novoa ... Como Arenas Alberto
- Mario Pasik ... Como Julian
- Patricia Echegoyen ... Como Margot
- Osvaldo Santoro ... Como Chiche
- Victoria Onetto ... Como Felisa
- Sergio Corona ... Como Don Benigno
- Guillermo Marcos ... Como Carlos Gardel
- José María López ... Como Don Jose
- Fito Yanelli ... Novio de Felisa
- Ana Vasoni ... Como Peggy

## Comentarios
Quintín en El Amante del Cine  escribió:

«…está construida alrededor de  todos los lugares comunes del cine argentino pero es una película rigurosa…bien narrada, demuestra un considerable trabajo que la hace consistente.»

La Nación opinó:

«… película estimable pese a discordancias de ritmo y a la desubicación de algunos personajes recibe presiones del sainete porteño y del grotesco local… el patio tradicional se extiende al barrio y los caracteres son antes tipos delineados que personalidades que fluyen de la acción [que] sucede hoy mismo pero el enredo remite a una reminiscencia…de veinte o treinta años atrás….El vaivén entre la realidad y la fantasía es uno de los puntos en favor...En el mismísimo comienzo un sueño de Pirucho marca su temperamento y también alude a la posterior gramática donde la realidad nunca lo es del todo y en la que la ensoñación se parece demasiado al "color local" de un género inapelablemente porteño elegíaco y canturreado. Están estupendos Luis Brandoni y Alicia Bruzzo cuando se muestran esquivos o al descubrir que son uno para el otro.» 

Manrupe y Portela escriben:

«Costumbrismo congelado, en una historia que quiere ir por varios caminos sin profundizar ninguno.»